# Острожецький район
Острожецький район — колишнє адміністративне утворення у складі Ровенської області Української РСР з центром у с. Острожець.
Указом Президії Верховної Ради Української РСР від 1 січня 1940 року в Ровенській області утворюються 30 районів, серед них — Острожецький з центром у с. Острожець. Під час Другої світової війни входив до Дубенської округи генеральної округи Волинь-Поділля Райхскомісаріату Україна. У першій половині 1944 року відновлено довоєнний адміністративний поділ області.
Указом Президії ВР УРСР від 21 січня 1959-го «Про ліквідацію деяких районів Рівненської області» ліквідовуються 11 районів Ровенської області, серед яких Острожецький район. Його територія включена до складу Демидівського і Млинівського районів.

## Джерело
- Адміністративно-територіальний устрій Рівненської області (довідник)
- Українська РСР: Адміністративно-територіальний поділ (на 1 вересня 1946 року) / М. Ф. Попівський (відп. ред.). — 1 вид. — К. : Українське видавництво політичної літератури, 1947. — С. 456–457.